# James Allen Gähres
James Allen Gähres (Harrisburg, Pensilvania, 5 de agosto de 1943) es un director de orquesta estadounidense.

## Biografía
James Allen Gähres nació en Harrisburg el 5 de agosto de 1943.
Gähres estudió música, dirección, composición y piano en el Conservatorio Peabody de Música en Baltimore, donde fue asistente musical de la Orquesta Sinfónica Peabody en su último año de estudio, y como becario Fulbright con Hans Swarowski en la Universidad de Música y Arte Dramático de Viena en Viena. Asistió a las clases magistrales con Bruno Maderna en Salzburgo.
Comenzó su carrera como director después de varios años como compositor y pianista independiente en el Alemania Meridional. Luego trabajó como Director de orquesta en varias teatros de ópera alemanas, incluyendo diez años como primer maestro de capilla en la Opera de Hannover (Niedersächsische Staatsoper) en Hannover, donde dirigió alrededor de 15 producciones diferentes de ópera y teatro musical por temporada. Esto fue seguido por un compromiso de tres años como primer maestro de capilla (erster Kapellmeister) en el Ópera Estatal de Braunschweig (Staatstheater Braunschweig) en la ciudad de Braunschweig en Baja Sajonia. 
Su dirección en Alemania también incluye el estreno alemán de Candide de Leonard Bernstein a la Ópera Alemana de Berlín por invitación de Götz Friedrich. Varias veces, James Allen Gähres dirigió la Orquesta Sinfónica Juvenil de Baja Sajonia y ha realizado varias giras con esta orquesta en varias ocasiones, incluyendo Israel, España, Estados Unidos y Canadá. Gähres fue director de orquesta en la Orquesta Sinfónica Juvenil del Sarre y fue invitado a Francia e Inglaterra para dirigir esta orquesta en varios conciertos allí.
James Allen Gähres ha trabajado repetidamente como director invitado en la New York City Opera en el Lincoln Center de Nueva York, en la Sala Pleyel en París, en el Teatro Nacional Polaco de Poznan (Teatr Wielki (Poznań)), con la Orquesta Sinfónica Alemana de Berlín, la Orquesta Sinfónica de la Radio de Hannover y la Orquesta Sinfónica de la Radio de Baviera, en el Festival de Música de Heidelberg y en la Ópera Alemana de Berlín, en la Ópera de Dortmund, en la Ópera Estatal de Stuttgart, en la Ópera Estatal de Baviera en Múnich y en el Teatro di San Carlo en Nápoles.

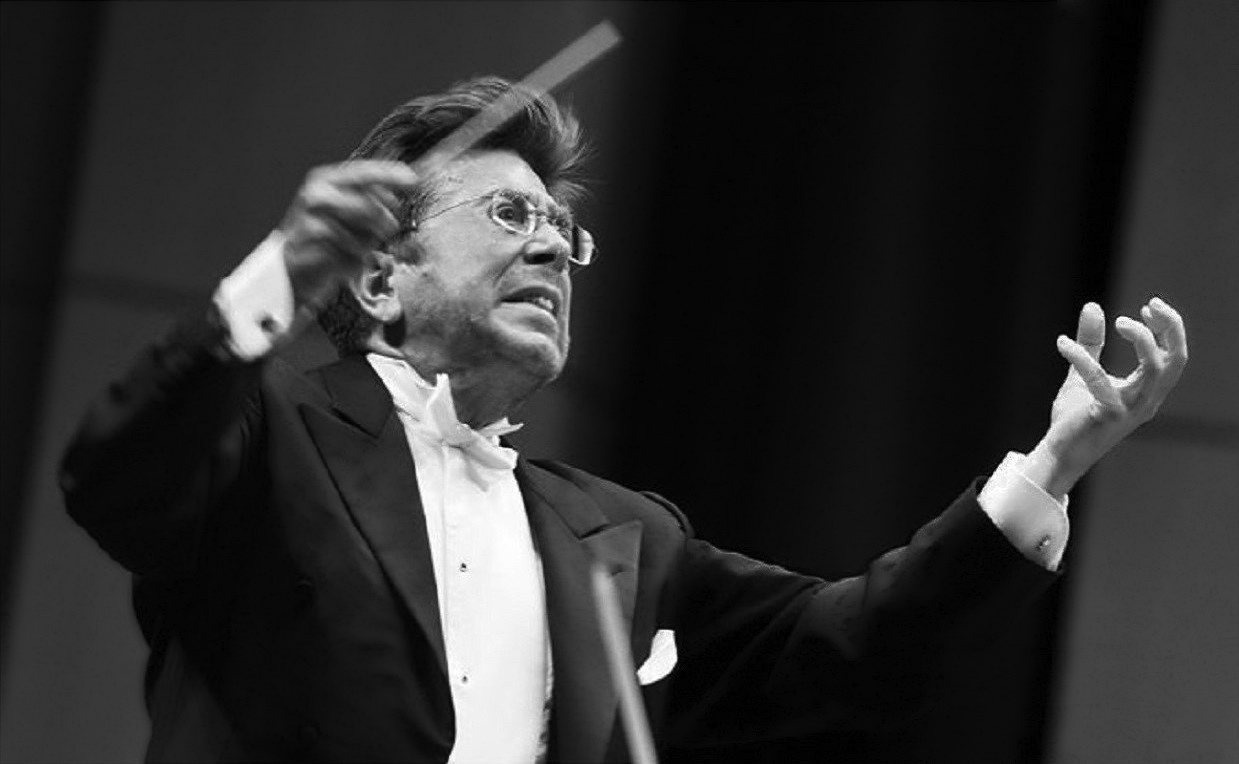
James Allen Gähres dirigiendo un concierto filarmónico (2011)

De 1994 a 2011, James Allen Gähres fue Generalmusikdirektor (director general musical, GMD) en el Teatro Ulm, en Ulm (Alemania), donde dirigió varias producciones de Ópera por temporada. Gähres también dirigió todos los conciertos de Filarmónica en este período, incluyendo, entre otras, todas las sinfonías de Ludwig van Beethoven y Johannes Brahms, así como conciertos para piano y violín de estos compositores. Al mismo tiempo, Gähres fue director titular de la Orquesta Filarmónica de Ulm. El repertorio de conciertos de James Allen Gähres incluye, entre otros, los trabajos de la Primera Escuela de Viena, de la Música del Romanticismo, hasta las obras del modernismo emocional de Béla Bartók. James Gähres debutó con éxito como director musical en el Teatro Ulm en septiembre de 1994, dirigiendo la ópera El caballero de la rosa (Der Rosenkavalier) de Richard Strauss. Angela Denoke cantó el papel principal en esta producción. Este fue también el debut de Angela Denoke como La Mariscala (Princesa de Werdenberg). El repertorio operístico de Gähres incluye, entre otros, las obras de Béla Bartók, Alban Berg, Georges Bizet, Ferruccio Busoni, Umberto Giordano, Wolfgang Amadeus Mozart, Giacomo Puccini, Piotr Ilich Chaikovski, Giuseppe Verdi, Richard Wagner, Alexander von Zemlinsky y Richard Strauss. En su puesto como director musical y director titular, James Allen Gähres fundó la tradición de los Conciertos de Año Nuevo y los Conciertos conmemorativos Herbert von Karajan, interpretados con la Orquesta Filarmónica de Ulm en el Teatro Ulm. Además, se publicaron más de 15 grabaciones en CD en su época como director musical, incluidas las primeras grabaciones en vivo de la Carmen Suite (después de Georges Bizet), Autorretrato y Dos Tangos de Albéniz para orquesta por Rodión Shchedrín.

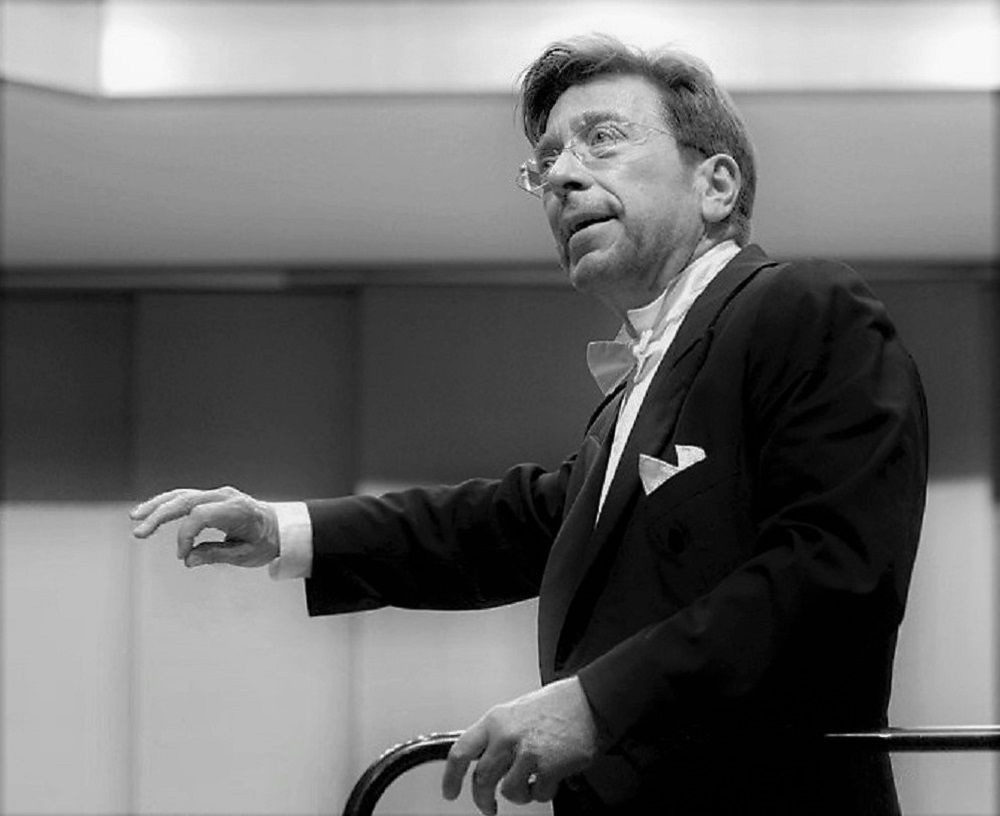
James Allen Gähres después de un Concierto Filarmónico

James Gähres también fue director invitado de la Orquesta de la Gewandhaus de Leipzig en La flauta mágica de Wolfgang Amadeus Mozart en la Ópera de Leipzig, el Teatro Estatal de Meiningen (Meininger Staatstheater), el Teatro de Erfurt, la Orquesta de la corte de Meiningen en Meiningen, la Orquesta Sinfónica de Virginia Occidental en Charleston, Virginia Occidental, de la Orquesta Filarmónica del Teatro de la Baja Sajonia en Hildesheim, así como en el Festival Internacional de Música en La Palma.

## Discografía seleccionada
- Beethoven, Concierto para piano n.º 5 en mi bemol mayor, op. 73 "Emperador" - Orquesta Filarmónica de Ulm/James Allen Gähres, 1999 SCM
- Beethoven, Sinfonía n.º 5 en do menor, op. 67, y la Obertura Coriolano, Op. 62 - Orquesta Filarmónica de Ulm/James Allen Gähres, 2000 SCM
- Berg, Korngold, R. Strauss, Glück, das mir verblieb ... Wozzeck, La ciudad muerta (Die tote Stadt), El caballero de la rosa (Der Rosenkavalier) - Ulm Philharmonic Orchestra/James Allen Gähres, 2000 SCM
- Mozart, Misa de Réquiem en re menor, K. 626, y el Música Para un Funeral Masónico, K. 477 - Orquesta Filarmónica de Ulm/James Allen Gähres, 2000 SCM
- Músorgski/Ravel, Cuadros de una exposición - Orquesta Filarmónica de Ulm/James Allen Gähres, 2001 SCM
- Rajmáninov, Danzas sinfónicas, Op. 45 - Orquesta Filarmónica de Ulm/James Allen Gähres, 1999 SCM
- Rodión Shchedrín Grandes momentos Vol. 1, Primeras grabaciones en vivo de Carmen Suite (ballet), Autorretrato y Dos Tangos de Albéniz para orquesta por Rodión Shchedrín - Orquesta Filarmónica de Ulm/James Allen Gähres, 2001 SCM
- Wagner, Selecciones de El anillo del nibelungo - Orquesta Filarmónica de Ulm/James Allen Gähres, 2000 SCM
- Concierto de Navidad, obras de Bach, Berlin, Händel, Mozart, Prokófiev y Vaughan Williams - Orquesta Filarmónica de Ulm/James Allen Gähres, 2000 SCM
- Angela Denoke: Cantante del año 1999 - una reminiscencia de los años en, Berg, Janáček, Mozart, R. Strauss, Chaikovski - Angela Denoke (soprano), Orquesta Filarmónica de Ulm/James Allen Gähres, 2000 SCM
- Neujahrskonzerte/New Year's Concerts/Conciertos de Año Nuevo, El Danubio azul, obras de Johann Strauss (hijo) - Orquesta Filarmónica de Ulm/James Allen Gähres, 2000 SCM
- Neujahrskonzert/New Year's Concert 2001/Concierto de Año Nuevo (Live) - Orquesta Filarmónica de Ulm/James Allen Gähres, 2001 SCM
- Neujahrskonzert/New Year's Concert 2004/Concierto de Año Nuevo (Live) - Orquesta Filarmónica de Ulm/James Allen Gähres, 2004 SCM
- Conciertos sinfónicos, obras de Berlioz, Brahms, Charles Ives, Sibelius, Richard Strauss, Chaikovski - Angela Denoke (soprano), Tamás Füzesi (violín), Orquesta Filarmónica de Ulm/James Allen Gähres, 2000 SCM
- Leo Nucci canta Verdi y Leoncavallo, Herbert von Karajan Memorial concert - Orquesta Filarmónica de Ulm/James Allen Gähres, 2003 SCM